# أنجيلا مالون
أنجيلا مالون (بالإنجليزية: Angela Malone)‏‏ (1971  -  ) روائية، وكاتِبة من أستراليا.